# Mareya
Mareya es un género de plantas con flores perteneciente a la familia Euphorbiaceae. Comprende especies tropicales que se encuentran en el oeste de África.

## Taxonomía
El género fue descrito por Henri Ernest Baillon y publicado en Adansoni 1: 73. 1860. La especie tipo es: Mareya spicata Baill. 	= Mareya micrantha (Benth.) Müll.Arg.

## Especies aceptadas
A continuación se brinda un listado de las especies del género Mareya aceptadas hasta octubre de 2012, ordenadas alfabéticamente. Para cada una se indica el nombre binomial seguido del autor, abreviado según las convenciones y usos.
- Mareya acuminata Prain
- Mareya brevipes Pax
- Mareya congolensis (J.Léonard) J.Léonard
- Mareya micrantha (Benth.) Müll.Arg.